# Мнемозина (издательство)
Издательство «Мнемозина», основанное в 1993 году, специализируется на выпуске учебников и учебно-методических пособий для общеобразовательных организаций, реализующих программы начального, основного и среднего общего образования. Ещё одним направлением работы издательства является выпуск научно-популярной литературы для школьников. В состав компании входит информационно-методический центр «Арсенал образования», а также Торговый дом.

## Авторы
- Н. Я. Виленкин, А. Г. Мордкович (УМК по математике)
- С. И. Львова, В. В. Львов (УМК по русскому языку)
- Г. И. Беленький (УМК по литературе)
- Г. Г. Граник (УМК по русскому языку)
- Г. Н. Ионин (УМК по литературе)
- Л. Э. Генденштейн (УМК по физике)
- Д. Л. Лопатников (УМК по географии)
- М. М. Голубков (УМК по литературе)
- О. С. Бундур (писатель, автор стихов в Букваре) и др.

## Руководство
Учредитель и генеральный директор:
Безвиконная Марина Израилевна (ум. в 2022 году)
Безвиконный Игорь Олегович